# 奏乃はると
奏乃 はると（そうの はると、4月3日 - ）は、宝塚歌劇団雪組に所属する男役。雪組組長。
東京都清瀬市、吉祥女子高等学校出身。身長168cm。愛称は「にわ」、「はると」。

## 来歴
1997年、宝塚音楽学校入学。
1999年、音楽学校卒業後、宝塚歌劇団に85期生として入団。入団時の成績は12番。雪組公演「再会／ノバ・ボサ・ノバ」で初舞台。組まわりを経て雪組に配属。
2014年9月1日付で雪組副組長に就任。
2019年2月11日付で雪組組長に就任。
2026年2月23日付で雪組から専科へ異動することが発表された。

## 主な舞台

### 初舞台
- 1999年4 - 5月、雪組『再会』『ノバ・ボサ・ノバ』（宝塚大劇場）

### 組まわり
- 1999年5 - 6月、月組『螺旋のオルフェ』『ノバ・ボサ・ノバ』（宝塚大劇場のみ）
- 1999年7 - 8月、雪組『再会』『ノバ・ボサ・ノバ』（1000days劇場）

### 雪組時代
- 1999年11 - 12月、『バッカスと呼ばれた男』『華麗なる千拍子'99』（宝塚大劇場）
- 2000年2 - 3月、『バッカスと呼ばれた男』『華麗なる千拍子』（1000days劇場）
- 2000年4 - 5月、『ささら笹舟-明智光秀の光と影-』（バウホール）
- 2000年6 - 10月、『デパートメント・ストア』『凱旋門』
- 2001年2 - 4月、『猛（たけ）き黄金の国』 - 新人公演：小栗上野介（本役：未来優希）『パッサージュ』（宝塚大劇場のみ）
- 2001年8月、『凱旋門』 - 警官『パッサージュ』（博多座）
- 2001年10 - 2002年2月、『愛 燃える』『Rose Garden』
- 2002年3 - 4月、『殉情（じゅんじょう）』（ドラマシティ・赤坂ACTシアター）
- 2002年5 - 9月、『追憶のバルセロナ』 - 新人公演：エンセナダ（本役：未来優希）『ON THE 5th』
- 2002年10 - 11月、『ホップ スコッチ』（バウホール・日本青年館） - サム・クレメンス
- 2003年1 - 2月、『春麗の淡き光に』 - 検非違使の役人、新人公演：藤原兼家（本役：汝鳥伶）『Joyful!!』（宝塚大劇場）
- 2003年3月、『春ふたたび』 - 平六『恋天狗』 - 権六（バウホール）
- 2003年3 - 5月、『春麗の淡き光に』 - 検非違使の役人、新人公演：藤原兼家（本役：汝鳥伶）『Joyful!!』（東京宝塚劇場）
- 2003年6 - 7月、『アメリカン・パイ』（バウホール・日本青年館） - ピート
- 2003年8 - 12月、『Romance de Paris』 - 新人公演：シルヴァン（本役：天希かおり）『レ・コラージュ』
- 2004年1 - 2月、『Romance de Paris』 - フレデリック『レ・コラージュ』（中日劇場）
- 2004年4 - 7月、『スサノオ』 - 新人公演：タヂカラオ（本役：天希かおり）『タカラヅカ・グローリー!』
- 2004年11 - 2005年2月、『青い鳥を捜して』 - 新人公演：アンソニー（本役：立ともみ）『タカラヅカ・ドリーム・キングダム』
- 2005年4月、『さすらいの果てに』（バウホール） - ゴッドレー警部
- 2005年6 - 10月、『霧のミラノ』 - カミーロ、新人公演：マッシモ・バレッティ（本役：汝鳥伶）『ワンダーランド』
- 2005年11 - 12月、『DAYTIME HUSTLER』（バウホール・日本青年館） - バートン
- 2006年2 - 5月、『ベルサイユのばら-オスカル編-』 - 衛兵隊士
- 2006年7月、『ベルサイユのばら-オスカル編-』（全国ツアー） - フランソワ
- 2006年9 - 12月、『堕天使の涙』 - デュラン・ジルダン『タランテラ!』
- 2007年2 - 3月、『ノン ノン シュガー!!』（バウホール） - ムース
- 2007年5 - 8月、『エリザベート』 - ラウシャー大司教
- 2007年9 - 10月、『星影の人』 - 永倉新八『Joyful!!II』（全国ツアー）
- 2008年1 - 3月、『君を愛してる-Je t'aime-』 - 公証人『ミロワール』
- 2008年8 - 11月、『ソロモンの指輪』『マリポーサの花』 - 護衛官
- 2009年1月、『忘れ雪』（バウホール・日本青年館） - 菊池四郎
- 2009年3 - 5月、『風の錦絵』『ZORRO 仮面のメサイア』 - マルケス
- 2009年7 - 10月、『ロシアン・ブルー』 - セルゲイ・エイゼンシュテイン『RIO DE BRAVO!!（リオ デ ブラボー）』
- 2009年11 - 12月、『情熱のバルセロナ』 - カルロス『RIO DE BRAVO!!（リオ デ ブラボー）』（全国ツアー）
- 2010年2 - 4月、『ソルフェリーノの夜明け』 - 御者ヘルディー『Carnevale（カルネヴァーレ）睡夢（すいむ）』
- 2010年6 - 9月、『ロジェ』 - ゲルハルト『ロック・オン!』
- 2010年10 - 11月、『オネーギン Evgeny Onegin』（日本青年館・バウホール） - セルゲイ／コンスタンチン・ラフスキー
- 2011年1 - 3月、『ロミオとジュリエット』 - ロレンス神父
- 2011年4 - 5月、『黒い瞳』 - ズーリン『ロック・オン!』（全国ツアー）
- 2011年7月、『ハウ・トゥー・サクシード』（梅田芸術劇場） - マシューズ
- 2011年9 - 11月、『仮面の男』 - 酒場の主人『ROYAL STRAIGHT FLUSH!!』
- 2011年12 - 2012年1月、『Samourai』（ドラマシティ・日本青年館） - ノエル
- 2012年3 - 5月、『ドン・カルロス』 - 異端審問長官『Shining Rhythm!』
- 2012年7 - 8月、『双曲線上のカルテ』（バウホール・日本青年館） - クレメンテ・ブルーノ
- 2012年10 - 12月、『JIN-仁-』 - 鈴屋彦三郎『GOLD SPARK!-この一瞬を永遠に-』
- 2013年2月、『若き日の唄は忘れじ』 - 里村左内『Shining Rhythm!』（中日劇場）
- 2013年4 - 7月、『ベルサイユのばら-フェルゼン編-』 - プロバンス伯爵
- 2013年8 - 9月、『若き日の唄は忘れじ』 - 石栗弥左衛門『ナルシス・ノアールII』（全国ツアー）
- 2013年11 - 2014年2月、『Shall we ダンス?』 - クリストファー『CONGRATULATIONS 宝塚!!』
- 2014年3月、『ベルサイユのばら-オスカルとアンドレ編-』（全国ツアー） - ブイエ将軍
- 2014年6 - 8月、『一夢庵風流記 前田慶次』 - 前田利家『My Dream TAKARAZUKA』
- 2014年10 - 11月、『パルムの僧院-美しき愛の囚人-』（バウホール） - ファビオ・コンティ
- 2015年1 - 3月、『ルパン三世 -王妃の首飾りを追え!-』 - メルシー伯爵『ファンシー・ガイ!』
- 2015年5月、『星影の人』 - 近藤勇『ファンシー・ガイ!』（博多座）
- 2015年7 - 10月、『星逢一夜（ほしあいひとよ）』 - 久世正行『La Esmeralda（ラ エスメラルダ）』
- 2015年11月、『銀二貫』（バウホール） - 嘉平
- 2016年2 - 5月、『るろうに剣心』 - 重倉十兵衛／関原音吉／銀杏屋の亭主／おでん屋
- 2016年6 - 8月、『ローマの休日』（中日劇場・赤坂ACTシアター・梅田芸術劇場） - 大使
- 2016年10 - 12月、『私立探偵ケイレブ・ハント』 - 映画監督『Greatest HITS!』
- 2017年2月、『星逢一夜（ほしあいひとよ）』 - 久世正行『Greatest HITS!』（中日劇場）
- 2017年4 - 7月、『幕末太陽傳（ばくまつたいようでん）』 - 相模屋楼主伝兵衛『Dramatic “S”!』
- 2017年8 - 9月、『琥珀色の雨にぬれて』 - ジョルジュ・ドゥ・ボーモン伯爵『“D”ramatic S!』（全国ツアー）
- 2017年11 - 2018年2月、『ひかりふる路（みち）〜革命家、マクシミリアン・ロベスピエール〜』 - ルノー『SUPER VOYAGER!』
- 2018年3 - 4月、『誠の群像』 - 近藤勇『SUPER VOYAGER!』（全国ツアー）
- 2018年6 - 9月、『凱旋門』 - シュナイダー『Gato Bonito!!』
- 2018年11 - 2019年2月、『ファントム』 - ジャン・クロード[注釈 1]
- 2019年3 - 4月、『PR×PRince』（バウホール） - アンセルム王
- 2019年5 - 9月、『壬生義士伝』 - 谷三十郎『Music Revolution!』
- 2019年10 - 11月、『はばたけ黄金の翼よ』 - 教皇『Music Revolution!』（全国ツアー）
- 2020年1 - 3月、『ONCE UPON A TIME IN AMERICA（ワンス アポン ア タイム イン アメリカ）』 - ファット・モー
- 2020年8 - 9月、『炎のボレロ』 - ドロレス伯爵『Music Revolution!-New Spirit-』（梅田芸術劇場）
- 2021年1 - 4月、『fff-フォルティッシッシモ-』 - ヨハン・ヴァン・ベートーヴェン『シルクロード〜盗賊と宝石〜』
- 2021年6月、『ヴェネチアの紋章』 - プリウリ『ル・ポァゾン 愛の媚薬-Again-』（全国ツアー）
- 2021年8 - 11月、『CITY HUNTER』 - 野上警視総監『Fire Fever!』
- 2022年1月、『Sweet Little Rock 'n' Roll』（バウホール） - グッドマン
- 2022年3 - 6月、『夢介千両みやげ』 - 伊勢屋総兵衛『Sensational!』
- 2022年10 - 12月、『蒼穹の昴』 - 康有為／家令
- 2023年2 - 3月、『海辺のストルーエンセ』（KAAT神奈川芸術劇場・ドラマシティ） - ベルンストッフ
- 2023年4 - 7月、『Lilac（ライラック）の夢路』 - フンボルト『ジュエル・ド・パリ!!』
- 2023年8 - 9月、『双曲線上のカルテ』（ドラマシティ・日本青年館） - クレメンテ・ブルーノ
- 2023年12 - 2024年2月、『ボイルド・ドイル・オンザ・トイル・トレイル』 - チャールズ・ドイル『FROZEN HOLIDAY（フローズン・ホリデイ）』
- 2024年4 - 5月、『39 Steps』（バウホール） - 常連客
- 2024年7 - 10月、『ベルサイユのばら-フェルゼン編-』 - ルイ16世
- 2024年11 - 12月、『愛の不時着』（東京建物 Brillia HALL・梅田芸術劇場） - リ・チュンニョル
- 2025年3 - 6月、『ROBIN THE HERO』 - 国王リチャード『オーヴァチュア!』
- 2025年8月、『ステップ・バイ・ミー』（宝塚バウホール） - ロナルド・エバンス
- 2025年11 - 2026年2月、『ボー・ブランメル〜美しすぎた男〜／Prayer〜祈り〜』

## 出演イベント
- 2002年1月、逸翁デー『タカラヅカ・ホームカミング』
- 2002年6月、TCAスペシャル2002『LOVE』
- 2003年1月、『清く正しく美しく』
- 2003年1月、逸翁デー『タカラヅカ・ホームカミング』
- 2003年9月、『レビュー記念日』
- 2004年7月、宝塚巴里祭2004『ボンジュール・パリ』[6]
- 2005年1月、逸翁デー『タカラヅカ・ホームカミング』
- 2005年12月、『花の道 夢の道 永遠の道』
- 2006年8月、『雪組エンカレッジ・コンサート』[7]
- 2007年1月、『清く正しく美しく』
- 2013年9月、第27回『イゾラベッラ サロンコンサート』 主演
- 2018年5月、『凱旋門』前夜祭